# M. S. Raghunathan
Madabusi Santanam Raghunathan est un mathématicien indien. Il est actuellement directeur du National Center for Mathematics, Indian Institute of Technology, Mumbai. Anciennement professeur distingué au Tata Institute of Fundamental Research (TIFR) sur la chaire Homi Bhabha. Raghunathan a obtenu son doctorat en mathématiques au TIFR, à l'université de Bombay, sous la direction de M. S. Narasimhan. Raghunathan est membre de la Royal Society, de l'Académie mondiale des sciences et de l'American Mathematical Society et récipiendaire de l'honneur civil de la Padma Bhushan. Il est également membre du jury des sciences mathématiques pour le prix Infosys de 2016 à 2020.

## Jeunesse et formation
Madabusi Santanam Raghunathan est né le 11 août 1941 à Anantapur, dans l'Andhra Pradesh, ville natale de ses grands-parents maternels. La famille vivait à Madras. Son père Santanam a repris l'entreprise familiale de bois et l'a développée grâce aux exportations vers l'Europe et le Japon. Il avait auparavant étudié à l'Indian Institute of Science de Bangalore, après un BSc en physique, mais avait dû abandonner ses études à mi-chemin pour reprendre de l'entreprise familiale. Raghunathan se souvient avec émotion que son père avait goût à la science et qu'il en parlait souvent, ce qui la rendait très intéressante pour les enfants. La mère de Raghunathan est issue d'une famille avec une tradition universitaire. Son père était un professeur d'anglais estimé, qui avait rédigé des articles pour le Cornhill Magazine. Il a également écrit et publié à compte d'auteur un livre sur le romancier William Makepeace Thackeray, qui s'est avéré plus tard avoir été réimprimé aux États-Unis, à son insu, voire en violation de ses droits d'auteur.
Raghunathan fait ses études primaires et secondaires à Madras, au lycée PS, à Mylapore et au lycée Madras Christian College. Il réussit son examen SSLC (Secondary School Leaving Certificate) en 1955. Il y a une bonne anecdote à ce sujet : après l'épreuve de sanskrit, il quitte distraitement la salle d'examen avec sa copie, et un camarade de classe l'intercepte alors qu'il rentre chez lui, après l'agitation causée dans la salle d'examen par la disparition d'une copie. Il évite de justesse de devoir repasser l'examen grâce au directeur qui se porte garant de son intégrité.
L'université de Madras avait une curieuse règle de n'admettre personne de moins de quatorze ans et six mois, alors qu'après avoir atteint cet âge, il était possible d'être admis même dans les classes supérieures. Raghunathan a donc poursuivi des études intermédiaires au St. Joseph's College de Bangalore en 1955-1957. Il est ensuite retourné à Chennai pour passer un un BA (avec mention) en mathématiques, au très réputé Vivekananda College.

## Recherche
Après une formation initiale de 1960 à 1962, il travaille sur un problème de recherche proposé par M. S. Narasimhan, sur les Déformations de connexions linéaires et de métriques riemanniennes, et le résout dans l'été 1963.
Il rédige sa thèse de doctorat sous la direction de M. S. Narasimhan et obtient le diplôme de l'université de Bombay en 1966. Après avoir terminé son doctorat, Raghunathan passe un an à l'Institute for Advanced Study de Princeton. Au fil des ans, il occupe des postes de visiteur dans de nombreuses institutions universitaires aux États-Unis, en Europe et au Japon, pour des durées allant de quelques semaines à un an, et est invité à plusieurs conférences internationales, dont le congrès international des mathématiciens de 1970 à Nice.
Le thème central de ses recherches est l'étude des sous-groupes discrets de groupes de Lie. Il a apporté des contributions aux problèmes de rigidité et d'arithméticité.

## Carrière institutionnelle
Raghunathan joue également un rôle important dans la promotion des mathématiques dans divers organismes scientifiques, tant comme conseiller que comme administrateur. Il a organisé les célébrations du centenaire de Ramanujan à Chennai en 1987, une conférence internationale à laquelle ont participé les plus grands théoriciens des nombres.
Son action la plus importante dans ce domaine est son rôle au sein du National Board for Higher Mathematics (en) (NBHM), le conseil national pour les mathématiques supérieures. Raghunathan est membre du conseil dès sa création en 1983 et en il en devient président en 1987. Il quitte le conseil en 2010. Le NBHM a mené nombre d'actions au fil des ans : outre qu'il fournit un soutien financier aux bibliothèques de mathématiques de tout le pays et subventionne des projets de recherche, des conférences ou des voyages à des événements nationaux et internationaux, etc., le NBHM détecte et stimule les talents mathématiques grâce aux Olympiades, la formation mathématique et la recherche de jeunes de haut niveau, des bourses de master, de doctorat et de post-doctorat. Il mène également un programme innovant (Nurture Programme) conçu par Raghunathan, consistant à favoriser l'apprentissage de mathématiques par des étudiants qui se destinent a priori à d'autres options de carrière.
Par ailleurs, Raghunathan organise le congrès international des mathématiciens à Hyderabad en 2010, le premier ICM qui s'est tenu en Inde.

## Livre publié
M. S. Raghunathan, Discrete subgroups of Lie groups, vol. 68, Springer, coll. « Ergebnisse der Mathematik und ihrer Grenzgebiete », 2012, 2e éd. (1re éd. 1972), 230 p. (ISBN 9780387057491, MR 0507234, présentation en ligne).
Ce livre de Raghunathan, Discrete Subgroups of Lie Groups, publié en 1972 et réédité en 2012, est maintenant un classique dans le domaine. Il est unique dans sa présentation de résultats variés qui, au cours des dernières décennies, ont été largement utilisés, c'est pourquoi il est très apprécié et largement cité. Le livre a été traduit en russe et publié avec une annexe par Gregori Margulis.